# Бучачский городской совет
Бучачский городской совет (укр. Бучацька міська рада) — входит в состав
Бучачского района
Тернопольской области
Украины.
Административный центр городского совета находится в 
г. Бучач.

## Населённые пункты совета
- г. Бучач